# Christelijk Lyceum Veenendaal
Het Christelijk Lyceum Veenendaal, ook bekend als CLV, is een middelbare school voor mavo, havo en vwo (atheneum en gymnasium). Het Christelijk Lyceum Veenendaal telt ongeveer 2.000 leerlingen en 240 medewerkers. De school is gevestigd in de plaats Veenendaal. Het hoofdgebouw staat aan de Kerkewijk. De school gaat uit van de Stichting voor Christelijk Voortgezet Onderwijs te Veenendaal. In 2018 kreeg de school verandering en heeft nu drie gebouwen: A,B,C. 